# District Prigorodni
District Prigorodni (Russisch: При́городный райо́н) is een district in het zuidoosten van de Russische autonome republiek Noord-Ossetië. Het district heeft een oppervlakte van 1.460 vierkante kilometer en een inwonertal van 108.665 in 2010. Het administratieve centrum bevindt zich in Oktjabrskoje.
Het district ligt aan drie zijden rondom de hoofdstad Vladikavkaz van Noord-Ossetië.
Bestuurlijk centrum: Vladikavkaz

Steden: Alagir · Ardon · Beslan · Digora · Mozdok

Districten: Alagirski · Ardonski · Digorski · Irafski · Kirovski · Mozdokski · Pravoberezjni · Prigorodni